# Minoru Kawasaki
Minoru Kawasaki (河崎実?) (Tokio, 15 de agosto de 1958) es un director de cine japonés, conocido por sus comedias paródicas de bajo presupuesto donde intriduce el humor surrealista junto con el conocido sistema de efectos especiales artesanales japoneses conocido como "tokusatsu". 

## Carrera
Kawasaki comenzó su carrera con productos autofinanciados inspirándose en la saga kyodai, antes de trabajar en la productora Tsuburaya Production' Ultraman Tiga (1996-1997). Su primer largometraje fue The Calamari Wrestler (2004), sobre un luchador que inexplicablemente se convierte en un calamar. Le siguió el film Executive Koala (2005), sobre un koala homínido de clase media que asesina a su mujer y Kabuto-O Beetle (también en 2005), sobre otro luchador, que se convierte esta vez en un escarabajo. En 2006, dirige The World Sinks Except Japan (un spoof remake del film de Shinji Higuchi Nihon Chinbotsu de 1973) y Crab Goalkeeper (también 2006), un film surrealista donde un cangrejo gigante que el director describe como su Forrest Gump. 
Kawasaki también dirigió en 2008 Monster X Strikes Back: Attack the G8 Summit, una secuela paródica del film kaiju The X from Outer Space de la productora Shochiku. Dirigió dos películas de inspiración kaiju: Kaiju Mono (2016) y Monster Seafood Wars (2020). 

## Filmografía
- The Calamari Wrestler (いかレスラー Ika resurā?) (2004)
- Kabuto-O Beetle (兜王ビートル Kabuto-ō bītoru?) (2005)
- Executive Koala (コアラ課長 Koara kachō?) (2005)
- Crab Goalkeeper (かにゴールキーパー Kani gōrukīpā?) (2006)
- The World Sinks Except Japan (日本以外全部沉没 Nihon igai zenbu chinbotsu?) (2006)
- The Rug Cop (ヅラ刑事 Zura deka?) (2006)
- Monster X Strikes Back: Attack the G8 Summit (ギララの逆襲／洞爺湖サミット危機一発 Girara no gyakushū: Tōya-ko Samitto kikiippatsu?) (2008)
- Pussy Soup (猫ラーメン大将 Neko Ramen Taishō?) (2008)
- Outer Man (アウターマン Autāman?) (2015)
- Kaiju Mono (大怪獣モノ?) (2016)
- Monster Seafood Wars (三大怪獣グルメ?) (2020)